# Heredero presuntivo
Un heredero presuntivo o heredera presuntiva es la persona con derecho a heredar un trono, nobleza, u otro honor hereditario, pero cuya posición puede ser desplazada por el nacimiento de un heredero natural, hombre o mujer, o de un nuevo heredero presuntivo con mejor derecho para la posición en cuestión. La posición está, en cualquier caso, sujeta a la legislación y/o convenciones que puedan alterar quién tiene derecho a ser heredero presuntivo.

## Herederos presuntivos en la actualidad
- El príncipe heredero Fumihito es el heredero presuntivo (皇嗣, Kōshi) de su hermano mayor, el emperador Naruhito de Japón. Históricamente, la sucesión al trono del Crisantemo ha seguido la línea masculina dentro de la dinastía imperial. Si Naruhito tuviera un varón legítimo, se convertiría en heredero natural y el príncipe Fumihito sería desplazado en la línea de sucesión.
- Leonor de Borbón es la heredera presuntiva de su padre Felipe VI de España en el trono del Reino de España. Según la Constitución española de 1978, en su Art. 57.1,  La sucesión en el trono seguirá el orden [...] en el mismo grado, el varón a la mujer, por lo cual, aunque improbable, si el rey Felipe tuviera un hijo varón legítimo con la reina Letizia, de acuerdo a la ley la actual princesa de Asturias Leonor sería desplazada en la línea de sucesión por ese varón.
- Dipangkorn Rasmijoti es el heredero presuntivo de Maha Vajiralongkorn en el trono de Tailandia. Según la Ley palaciega de Sucesión de 1924 se enumera el orden en la línea de sucesión, siguiendo al primogénito del rey como el primogénito de dicho príncipe y su consorte real. Debido a que Vajiralongkorn y su tercera esposa, Srirasmi Suwadee, están divorciados, el nombramiento del príncipe heredero no se ha efectuado formalmente, aunque Rasmijoti es el primero en la línea de sucesión.